# Comuna Avhustivka, Bileaiivka
Avhustivka (în ucraineană Августівка) este o comună în raionul Bileaiivka, regiunea Odesa, Ucraina, formată din satele Avhustivka (reședința), Cerevîcine, Lativka și Protopopivka.

## Demografie
Componența lingvistică a comunei Avhustivka
     Ucraineană (65,66%)
     Rusă (32,06%)
     Alte limbi (1,42%)
Conform recensământului din 2001, majoritatea populației comunei Avhustivka era vorbitoare de ucraineană (65,66%), existând în minoritate și vorbitori de rusă (32,06%).